# Дилок (Мукачевский район)
Дилок (укр. Ділок) — село в Чинадиевской поселковой общине Мукачевского района Закарпатской области Украины.
Население по переписи 2001 года составляло 332 человека. Почтовый индекс — 89663. Телефонный код — 3131. Занимает площадь 0,564 км². Код КОАТУУ — 2122780202.